# Просна
Про́сна (пол. Prosna) — річка в центральній Польщі. Ліва притока Варти. 
Протяжність річки становить близько 216 км. Площа її басейну 4924 км², перепад висот між витоком та гирлом ~ 190 м. Живлення снігове, дощове, ґрунтове. Витік розташований в Опольському воєводстві, протікає також у Лодзькому та Великопольському воєводствах. 